# أنتوني منداين
أنتوني مانداين (بالإنجليزية: Anthony Mundine)‏ بطل العالم في الملاكمة ولاعب رغبي سابقا، وهو من قبائل الأستراليين الأصليين. اعتنق الإسلام كما فحصه ووجده متناسقا واعتداقات القبائل الأصلية، ودعا زميله لاعب الرغبي بليك فيرجسون فاعتنقه أيضا.

## روابط خارجية
- أنتوني منداين على موقع IMDb (الإنجليزية)
- أنتوني منداين على موقع بوكس ريك (الإنجليزية) (registration required)